# Michael Tomlinson
Pour les articles homonymes, voir Tomlinson.
Michael James Tomlinson-Mynors, né le 1er octobre 1977 à Wokingham (Berkshire), est un homme politique britannique, Ministre d'Etat à la lutte contre l'immigration illégale du 7 décembre 2023 au 5 juillet 2024.
Membre du Parti conservateur, il est député de Mid Dorset et North Poole de 2015 à 2024. Il est vice-président du Groupe européen de recherche (ERG), un groupe parlementaire eurosceptique, du 20 novembre 2016 au 19 mars 2018.

## Biographie

### Jeunesse
Tomlinson fait ses études à la Hereford Cathedral School et est diplômé du King's College de Londres avec un baccalauréat universitaire ès lettres en classiques, avant d'étudier pour un diplôme de troisième cycle en droit au College of Law et de devenir barrister au Middle Temple. Il reçoit la bourse d'études Queen Mother et représente Middle Temple dans des compétitions internationales de plaidoirie aux États-Unis et à Hong Kong.

### Carrière parlementaire
Il représente la circonscription de Mid Dorset and North Poole à la Chambre des communes du Royaume-Uni depuis les élections générales de 2015. Il s'intéresse à l'éducation, l'emploi, les infrastructures et la justice. Il prononce son premier discours à la Chambre des communes le 22 juin 2015 lors d'un débat sur le projet de loi sur l'éducation et l'adoption. Il est actuellement président du groupe parlementaire multipartite pour l'emploi des jeunes.
Il est actuellement aussi membre du comité d'examen européen. Il vote pour que le Royaume-Uni organise un référendum sur le maintien de l'adhésion à l'Union européenne et il soutient par la suite la campagne pour quitter l'Union européenne.
Il est nommé secrétaire parlementaire privé des ministres du Développement international en juillet 2017, et est promu secrétaire privé parlementaire de Penny Mordaunt, en janvier 2018. Il participe auparavant à des projets juridiques pro bono au Rwanda et en Sierra Leone. Il est nommé secrétaire privé parlementaire de Dominic Raab, secrétaire d'État à la Sortie de l'Union européenne, en novembre 2018, moins de 48 heures avant que ce dernier ne démissionne du cabinet. Peu de temps après, Tomlinson écrit un article dans The Daily Telegraph, dans lequel il exprime des réserves quant aux termes de l'accord de retrait de l'Union européenne négocié par Theresa May,.
En février 2020, il est nommé aux lords du Trésor par Boris Johnson. Il est avocat général pour l'Angleterre de septembre 2022 à décembre 2023, et du 7 décembre 2023 au 5 juillet 2024, ministre d'Etat à la lutte contre l'immigration illégale.

### Vie privée
En mai 1997, Tomlinson fait une apparition dans Minor County Cricket, jouant pour le Herefordshire contre le Dorset. Il est actuellement membre du Lords and Commons Cricket Club.